# Pieter de Hooch

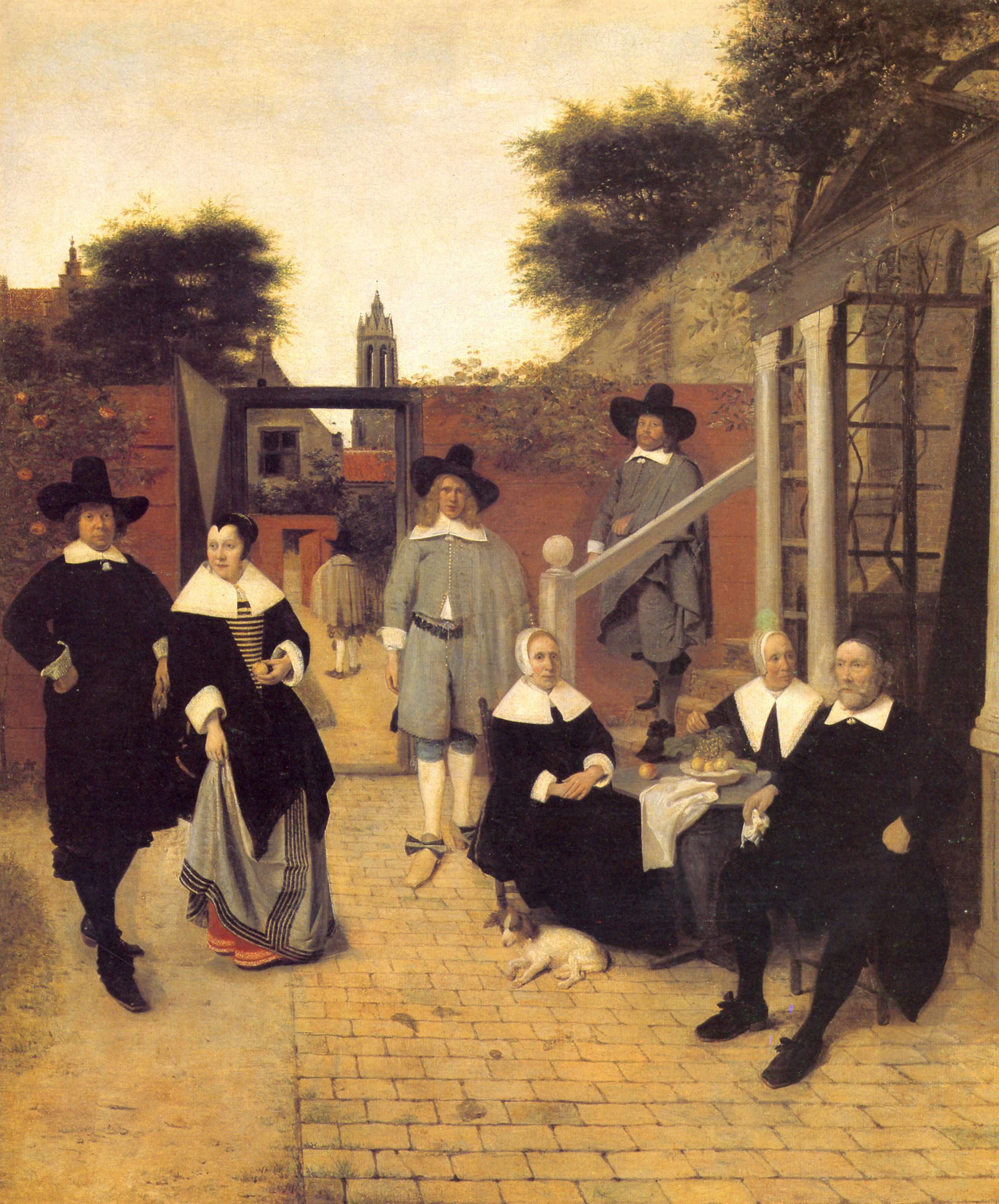
Família holandesa, per de Hooch, 1662

Pieter de Hooch (Rotterdam, 20 de desembre de 1629 - Amsterdam o Rotterdam, h. 1684) va ser un pintor neerlandès de l'època barroca. El seu cognom també pot veure's escrit com Hoogh i Hooghe.
De Hooch era fill de Hendrick Hendricksz de Hooch, un paleta, i Annetge Pieters, una llevadora. Va ser el major de cinc fills i va sobreviure a tots els seus germans. Va ser alumne a Haarlem del pintor paisatgista Nicolaes Berchem.
A partir de 1650, va treballar com pintor i servent per a un comerciant de lli i col·leccionista d'art anomenat Justus de la Grange. El seu servei per al mercader li exigiria acompanyar-li en els seus viatges per La Haia, Leiden, i Delft, on amb el temps es va traslladar. És molt probable que de Hooch lliurés la major part de les seves obres a la Grange durant aquest període en canvi de manteniment i altres beneficis, com era l'arranjament comercial usual per a pintors en aquesta època, i un inventari posterior documenta que la Grange posseïa onze dels seus quadres. Va ser un dels principals mestres de la pintura de gènere.
Influït per Rembrandt, el seu estil es caracteritza pel refinament líric de la composició pictòrica i per un gran mestratge quant a la profunditat espacial.
A partir de 1654, es va traslladar a Delft. Allà es va casar el mateix any amb Jannetje van der Burch, amb qui va tenir set fills. Estant a Delft, es creu que va aprendre dels pintors Carel Fabritius i Nicolaes Maes, ambdós membres primerencs de l'Escola de Delft.
En aquesta ciutat va entrar en contacte amb Vermeer, amb qui compartia el seu amor a la pintura. A diferència del mestre de Delft, que preferia representar la humanitat de les escenes íntimes, de Hooch representa amb la precisió del context cultural i social. Referent a això, la seva obra és un testimoniatge preciós de la societat holandesa del segle xvii. Es va convertir en membre de la cofradia de pintors el 1655, i s'havia traslladat a Amsterdam per a l'any 1661.